# Landtagswahl in Baden-Württemberg 2001
- SPD: 45
- Grüne: 10
- FDP/DVP: 10
- CDU: 63

Die Landtagswahl in Baden-Württemberg 2001 fand am 25. März parallel zur Landtagswahl in Rheinland-Pfalz statt. Sie führte zu einer Stärkung der beiden großen Volksparteien, insbesondere der SPD, wohingegen FDP/DVP und Bündnis 90/Die Grünen Stimmen verloren und die Republikaner nach neun Jahren Landtagszugehörigkeit den Wiedereinzug in den Landtag verfehlten.

## Ausgangslage
Bei der Landtagswahl 1996 hatte die CDU unter Führung des Ministerpräsidenten Erwin Teufel ihre Stellung als stärkste Kraft verteidigt, während sein bisheriger Koalitionspartner, die SPD, unter der Führung des stellvertretenden Ministerpräsidenten und Wirtschaftsministers Dieter Spöri auf 25,1 Prozent der Stimmen und damit auf ihr bis dahin schlechtestes Ergebnis seit Landesgründung kam.

## Spitzenkandidaten

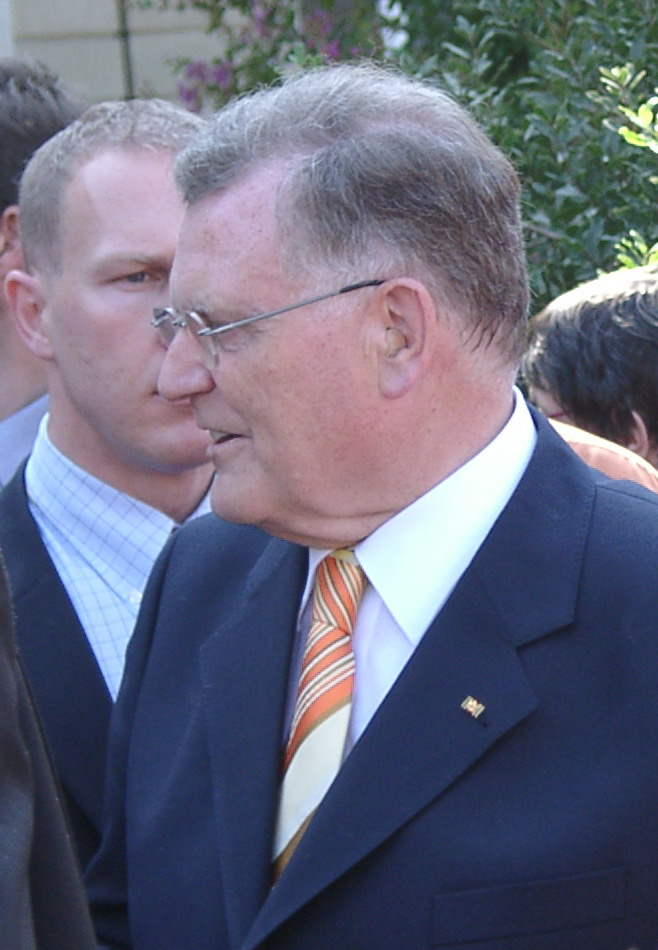
Ministerpräsident und Spitzenkandidat der CDU: Erwin Teufel

Für die CDU trat erneut Ministerpräsident Erwin Teufel (62) als Spitzenkandidat an. Nachdem Dieter Spöri, Spitzenkandidat 1988, 1992 und 1996, auf eine erneute Kandidatur verzichtet hatte, trat die neue Landesvorsitzende Ute Vogt (36) als Spitzenkandidatin der SPD an.

## Ergebnis
Nach dem amtlichen Endergebnis konnte die seit 1953 regierende CDU einen deutlichen Stimmenzuwachs in Höhe von 3,5 Prozentpunkten und mit 44,8 Prozent das beste Ergebnis seit 1988 erzielen, während die FDP, Koalitionspartner seit 1996, auf 8,1 Prozent der Stimmen absackte.
Die SPD verfehlte zwar ihr Ziel, stärkste Kraft zu werden, erzielte jedoch einen Achtungserfolg: Erstmals seit der Landtagswahl 1972 konnte sie ihren Stimmenanteil verbessern. Mit einem Stimmenzuwachs in Höhe von 8,2 Prozentpunkten und einem Endergebnis von 33,3 Prozent der Stimmen kam sie auf ihr bestes Ergebnis seit 1976.
Demgegenüber verloren die Grünen 4,4 Prozentpunkte und lagen diesmal mit 7,7 Prozent der Stimmen hinter der FDP/DVP.
Die Republikaner verfehlten mit 4,4 Prozentpunkten den Wiedereinzug in den Landtag.
Die Koalition aus CDU und FDP/DVP unter Führung von Ministerpräsident Erwin Teufel wurde fortgesetzt (Kabinett Teufel IV).
| Partei                 | Stimmen   | Stimmen in Prozent | Sitze | Kreis- wahl- vor- schläge | Direkt- Mandate | Sitze 1996 |
| ---------------------- | --------- | ------------------ | ----- | ------------------------- | --------------- | ---------- |
| CDU                    | 2.029.806 | 44,80 %            | 63    | 70                        | 63              | 69         |
| SPD                    | 1.508.358 | 33,29 %            | 45    | 70                        | 7               | 39         |
| FDP/DVP                | 367.580   | 8,11 %             | 10    | 70                        | –               | 14         |
| Grüne                  | 350.383   | 7,73 %             | 10    | 70                        | –               | 19         |
| REP                    | 198.534   | 4,38 %             | –     | 70                        | –               | 14         |
| ödp                    | 32.451    | 0,72 %             | –     | 70                        | –               | –          |
| PBC                    | 20.528    | 0,45 %             | –     | 44                        | –               | –          |
| Die Tierschutzpartei   | 8.988     | 0,20 %             | –     | 14                        | –               | –          |
| NPD                    | 7.649     | 0,17 %             | –     | 34                        | –               | –          |
| DKP                    | 1.164     | 0,03 %             | –     | 6                         | –               | –          |
| GRAUE                  | 667       | 0,02 %             | –     | 2                         | –               | –          |
| BüSo                   | 582       | 0,01 %             | –     | 6                         | –               | –          |
| CM                     | 445       | 0,01 %             | –     | 1                         | –               | –          |
| FAMILIE                | 437       | 0,01 %             | –     | 1                         | –               | –          |
| CATS                   | 178       | 0,01 %             | –     | 1                         | –               | –          |
| RSB                    | 142       | 0,00 %             | –     | 1                         | –               | –          |
| Einzelbewerber         | 2.871     | 0,06 %             | –     | 7                         | –               | –          |
| gültige Stimmen        | 4.530.763 | 100,00 % 98,99 %   | 128   | 537                       | 70              | 155        |
| ungültige Stimmen      | 46.180    | 1,01 %             |       |                           |                 |            |
| Wähler Wahlbeteiligung | 4.576.943 | 100,00 % 62,58 %   |       |                           |                 |            |
| Wahlberechtigte        | 7.313.844 |                    |       |                           |                 |            |

|                                 | Regierungsbezirk Stuttgart                      | Regierungsbezirk Stuttgart                      | Regierungsbezirk Stuttgart                      | Regierungsbezirk Stuttgart                      | Regierungsbezirk Stuttgart                      | Regierungsbezirk Karlsruhe | Regierungsbezirk Karlsruhe | Regierungsbezirk Karlsruhe | Regierungsbezirk Karlsruhe | Regierungsbezirk Karlsruhe | Regierungsbezirk Freiburg | Regierungsbezirk Freiburg | Regierungsbezirk Freiburg | Regierungsbezirk Freiburg | Regierungsbezirk Freiburg | Regierungsbezirk Tübingen | Regierungsbezirk Tübingen | Regierungsbezirk Tübingen | Regierungsbezirk Tübingen | Regierungsbezirk Tübingen |
| Anzahl/ Stimmen                 | %                                               | Kreis- wahl- vor- schläge                       | Direkt- man- date                               | Sitze                                           | Anzahl/ Stimmen                                 | %                          | Kreis- wahl- vor- schläge  | Direkt- man- date          | Sitze                      | Anzahl/ Stimmen            | %                         | Kreis- wahl- vor- schläge | Direkt- man- date         | Sitze                     | Anzahl/ Stimmen           | %                         | Kreis- wahl- vor- schläge | Direkt- man- date         | Sitze                     |                           |
| ------------------------------- | ----------------------------------------------- | ----------------------------------------------- | ----------------------------------------------- | ----------------------------------------------- | ----------------------------------------------- | -------------------------- | -------------------------- | -------------------------- | -------------------------- | -------------------------- | ------------------------- | ------------------------- | ------------------------- | ------------------------- | ------------------------- | ------------------------- | ------------------------- | ------------------------- | ------------------------- | ------------------------- |
| Wahlberechtigte                 | 2.673.645                                       |                                                 |                                                 |                                                 |                                                 | 1.884.511                  |                            |                            |                            |                            | 1.521.508                 |                           |                           |                           |                           | 1.234.180                 |                           |                           |                           |                           |
| Wähler                          | 1.732.349                                       | 64,8                                            |                                                 |                                                 |                                                 | 1.146.327                  | 60,8                       |                            |                            |                            | 912.915                   | 60,0                      |                           |                           |                           | 785.352                   | 63,6                      |                           |                           |                           |
| Gültige Stimmen                 | 1.717.127                                       | 99,1                                            |                                                 |                                                 |                                                 | 1.133.922                  | 98,9                       |                            |                            |                            | 902.176                   | 98,8                      |                           |                           |                           | 777.538                   | 99,0                      |                           |                           |                           |
|                                 |                                                 |                                                 |                                                 |                                                 |                                                 |                            |                            |                            |                            |                            |                           |                           |                           |                           |                           |                           |                           |                           |                           |                           |
| CDU                             | 718.624                                         | 41,9                                            | 26                                              | 24                                              | 24                                              | 512.574                    | 45,2                       | 19                         | 16                         | 16                         | 417.253                   | 46,2                      | 14                        | 12                        | 12                        | 381.355                   | 49,0                      | 11                        | 11                        | 11                        |
| SPD                             | 587.062                                         | 34,2                                            | 26                                              | 2                                               | 19                                              | 402.448                    | 35,5                       | 19                         | 3                          | 12                         | 295.635                   | 32,8                      | 14                        | 2                         | 8                         | 223.213                   | 28,7                      | 11                        |                           | 6                         |
| FDP/DVP                         | 162.348                                         | 9,5                                             | 26                                              |                                                 | 5                                               | 82.247                     | 7,3                        | 19                         |                            | 2                          | 64.577                    | 7,2                       | 14                        |                           | 2                         | 58.408                    | 7,5                       | 11                        |                           | 1                         |
| Grüne                           | 126.262                                         | 7,4                                             | 26                                              |                                                 | 4                                               | 77.249                     | 6,8                        | 19                         |                            | 2                          | 81.297                    | 9,0                       | 14                        |                           | 2                         | 65.575                    | 8,4                       | 11                        |                           | 2                         |
| REP                             | 94.694                                          | 5,5                                             | 26                                              |                                                 |                                                 | 42.818                     | 3,8                        | 19                         |                            |                            | 27.346                    | 3,0                       | 14                        |                           |                           | 33.676                    | 4,3                       | 11                        |                           |                           |
| ÖDP                             | 11.016                                          | 0,6                                             | 26                                              |                                                 |                                                 | 6.284                      | 0,6                        | 19                         |                            |                            | 6.164                     | 0,7                       | 14                        |                           |                           | 8.987                     | 1,2                       | 11                        |                           |                           |
| PBC                             | 9.168                                           | 0,5                                             | 19                                              |                                                 |                                                 | 5.386                      | 0,5                        | 11                         |                            |                            | 4.269                     | 0,5                       | 10                        |                           |                           | 1.705                     | 0,2                       | 4                         |                           |                           |
| Tierschutzpartei                | 2.024                                           | 0,1                                             | 4                                               |                                                 |                                                 | 1.856                      | 0,2                        | 3                          |                            |                            | 3.659                     | 0,4                       | 5                         |                           |                           | 1.449                     | 0,2                       | 2                         |                           |                           |
| NPD                             | 3.381                                           | 0,2                                             | 17                                              |                                                 |                                                 | 1.937                      | 0,2                        | 8                          |                            |                            | 1.017                     | 0,1                       | 4                         |                           |                           | 1.314                     | 0,2                       | 5                         |                           |                           |
| DKP                             | 591                                             | 0,0                                             | 3                                               |                                                 |                                                 | 182                        | 0,0                        | 1                          |                            |                            | 391                       | 0,0                       | 2                         |                           |                           |                           |                           | —                         |                           |                           |
| Graue                           | 331                                             | 0,0                                             | 1                                               |                                                 |                                                 |                            |                            | —                          |                            |                            |                           |                           | —                         |                           |                           | 336                       | 0,0                       | 1                         |                           |                           |
| BüSo                            | 359                                             | 0,0                                             | 4                                               |                                                 |                                                 | 223                        | 0,0                        | 2                          |                            |                            |                           |                           | —                         |                           |                           |                           |                           | —                         |                           |                           |
| CM                              |                                                 |                                                 | —                                               |                                                 |                                                 |                            |                            | —                          |                            |                            | 445                       | 0,0                       | 1                         |                           |                           |                           |                           | —                         |                           |                           |
| Familie                         |                                                 |                                                 | —                                               |                                                 |                                                 | 437                        | 0,0                        | 1                          |                            |                            |                           |                           | —                         |                           |                           |                           |                           | —                         |                           |                           |
| CATS                            | 178                                             | 0,0                                             | 1                                               |                                                 |                                                 |                            |                            | —                          |                            |                            |                           |                           | —                         |                           |                           |                           |                           | —                         |                           |                           |
| RSB                             |                                                 |                                                 | —                                               |                                                 |                                                 | 142                        | 0,0                        | 1                          |                            |                            |                           |                           | —                         |                           |                           |                           |                           | —                         |                           |                           |
| Einzelbewerber                  | 1.089                                           | 0,1                                             | 4                                               |                                                 |                                                 | 139                        | 0,0                        | 1                          |                            |                            | 123                       | 0,0                       | 1                         |                           |                           | 1.520                     | 0,2                       | 1                         |                           |                           |
| Überhang- und Ausgleichsmandate | CDU: 4 Überhangmandate SPD: 2 Ausgleichsmandate | CDU: 4 Überhangmandate SPD: 2 Ausgleichsmandate | CDU: 4 Überhangmandate SPD: 2 Ausgleichsmandate | CDU: 4 Überhangmandate SPD: 2 Ausgleichsmandate | CDU: 4 Überhangmandate SPD: 2 Ausgleichsmandate | CDU: 2 Überhangmandate     | CDU: 2 Überhangmandate     | CDU: 2 Überhangmandate     | CDU: 2 Überhangmandate     | CDU: 2 Überhangmandate     |                           |                           |                           |                           |                           |                           |                           |                           |                           |                           |